# Maestro di Santa Chiara
Maestro di Santa Chiara (XIII secolo – XIII secolo) è stato un pittore italiano, umbro.

## Biografia

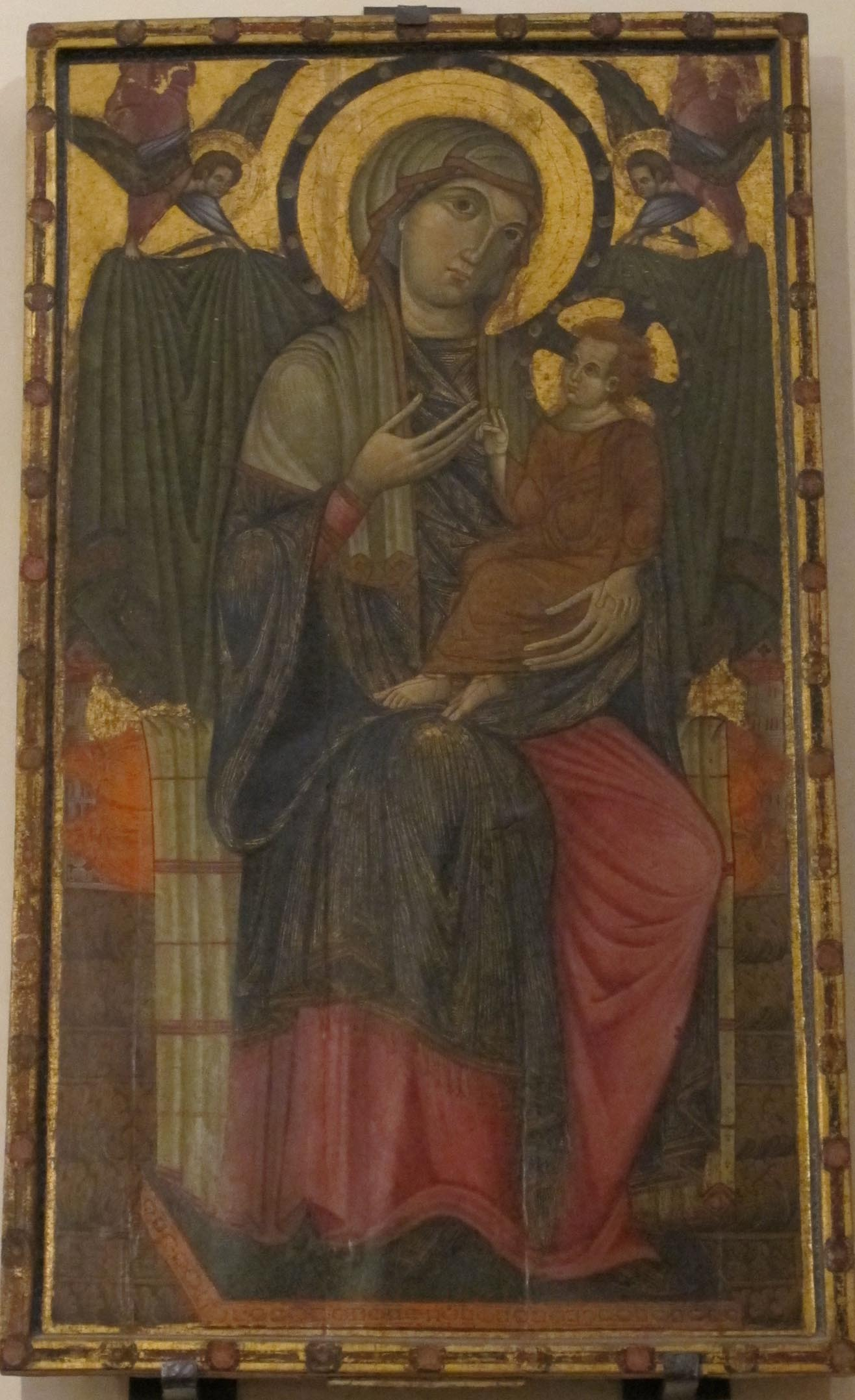
Madonna col Bambino (1265), nel transetto della basilica di Santa Chiara, Assisi

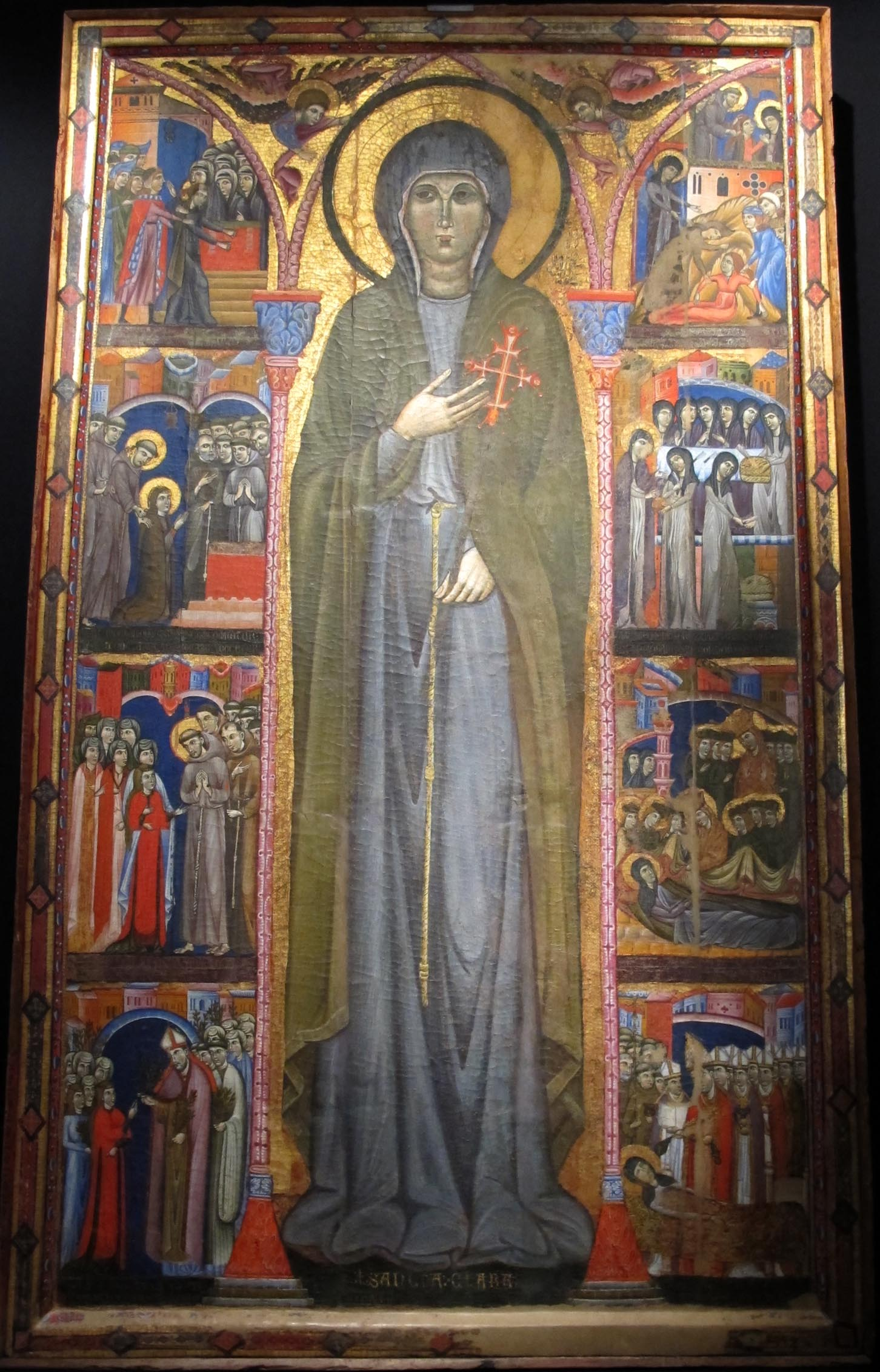
Santa Chiara e otto storie della sua vita (1283), nel transetto della basilica di Santa Chiara, Assisi

Con questo nome si indica l'ignoto autore della tavola con Santa Chiara e otto storie della sua vita (1283), eseguita sotto il pontificato di papa Martino IV, conservata nel transetto destro della basilica di Santa Chiara ad Assisi.
Può essere considerato, assieme al Maestro del San Francesco, pure lui umbro, autore di alcuni dipinti caratterizzati da modi vivacemente espressivi e talvolta venati di accentuato patetismo, fra i grandi del secolo, attivi ad Assisi, prima dell'arrivo di Cimabue.
Il pathos del Maestro di Santa Chiara è più tenero e moderno rispetto a quello del Maestro di San Francesco; la sua cultura non è provinciale, ma è aperta a fatti e fenomeni del centro-Italia nella seconda metà del XIII secolo.
Intorno al 1280, il Maestro di Santa Chiara evidenziò quello sviluppo che dal più tardo Giunta Pisano, tramite la «spirituale caricatura» (Longhi) del Maestro di San Francesco, condusse alla cultura assisiate.
La tavola con Santa Chiara e otto storie della sua vita è caratterizzata da una libertà narrativa che anima le storie della santa, gli elementi di abbandono sentimentale e la libertà tecnica oltrepassano la malinconia tragica di Cimabue, che forse si trovava ad Assisi mentre il Maestro dipingeva.
Le figure sono toccate vividamente, la grafia è immediata, lo schema bizantino di sottofondo e la maschera tesa dei volti sono rianimati, resi più vivi e nervosi, secondo uno stile ed una qualità rare a trovarsi nel Duecento, coniugati con le nuove correnti gotiche, e quindi settentrionali, soprattutto francesi, che si stanno diffondendo in quel periodo, in Umbria, anche grazie al movimento francescano.
Nei due fianchi della tavola sono dipinti gli otto episodi della vita di santa Chiara, con un flusso narratorio che si svolge in senso antiorario, partendo dal basso a sinistra: dall'atto di umiltà nella domenica delle Palme alla fuga dalla casa paterna, dal cambiamento delle vesti al taglio dei capelli, dal tentativo dei genitori di ricondurla a casa all'impossibilità di allontanarla dal monastero, dal taglio del pane alla visione della Madonna attorno al letto di morte di santa Chiara, e infine ai funerali della santa con grande partecipazione popolare.
Il Maestro di Santa Chiara realizzò sempre nel transetto, a sinistra della Natività, la tavola con la Madonna col Bambino (1265) e sopra l'altare maggiore il Crocifisso ligneo appeso.